# مظاهرات جامعة كاليفورنيا، إرفاين المؤيدة لفلسطين 2024
في 15 مايو 2024، أدت حملة قمع من السلطات ضد المخيم المؤيد لفلسطين في جامعة كاليفورنيا، إيرفين، إلى احتلال مبنى العلوم التابع للجامعة من قبل المتظاهرين.  أطلقت شرطة الاتحاد الدولي للدراجات نداءً للمساعدة وتلقت استجابة من 16 وكالة إنفاذ قانون على الأقل من جميع أنحاء مقاطعة أورانج في كاليفورنيا .  ورد مئات من الضباط إلى الجامعة وألقي القبض على سبعة وأربعين متظاهرا، بما في ذلك طلاب وموظفي جامعة كاليفورنيا في إيرفين وآخرين. تم فصل الطلاب لمدة تصل إلى 14 يومًا.    
في 22 مايو، نظم المزيد من الطلاب إضرابًا احتجاجًا على الفصل.   من خلال تحالف سحب الاستثمارات التابع لجامعة كاليفورنيا في إيرفين وطلاب من أجل العدالة في فلسطين.
في 30 يوليو، رفع خمسة طلاب من جامعة كاليفورنيا،إيرفن دعوى قضائية ضد مجلس أمناء الجامعة والمستشار لفصلهم وإيقافهم عن الدراسة دون اتباع الإجراءات القانونية الواجبة .  
في 18 سبتمبر/أيلول، رفع المدعي العام لمقاطعة أورانج في كاليفورنيا تود سبيتزر دعوى جنحية ضد عشرة متظاهرين، بمن فيهم أربعة طلاب وعضوان من هيئة التدريس وهما تيفاني ويلوبي هيرارد، التي تعمل أستاذة مشاركة للدراسات العالمية والدولية ومحاضرة في كلية العلوم الإنسانية. وقال تود سبيتزر إنه من الممكن توجيه اتهامات ضد المتظاهرين الآخرين. 